# 광암터널
광암터널(廣岩터널)은 경기도 하남시 감북동과 춘궁동에 위치한 수도권제1순환고속도로 상의 터널이다.
판교 방면 터널은 편도 2차로의 두 터널로 이루어져 있는 반면 구리 방면 터널은 4차로의 광폭터널로 구성되어 있다. 판교 방면의 두 터널은 서울외곽순환고속도로 개통일인 1991년 10월 31일부터 2002년 12월 10일까지는 왕복 4차로의 형태로 운용되어 왔다가, 2002년 성남 나들목 ~ 퇴계원 나들목의 왕복 8차로로의 확장과 함께 현재의 구리 방면 광폭터널이 개통되면서 현재의 형태로 운용되게 되었다.

## 같이 보기
- 청계터널: 판교 방면, 다음 터널
- 불암산터널: 구리 방면, 다음 터널